# Анте Жижић
Анте Тони Жижић (Сплит, 4. јануар 1997) хрватски је кошаркаш. Игра на позицији центра, а тренутно наступа за Виртус из Болоње. Његов старији брат Андрија такође се бавио кошарком.

## Успеси

### Клупски
- Макаби Тел Авив:
  - Првенство Израела (1): 2020/21.
  - Куп Израела (1): 2020/21.
  - Лига куп Израела (2): 2020, 2021.

- Анадолу Ефес:
  - Првенство Турске (1): 2022/23.
  - Суперкуп Турске (1): 2022.

- Виртус Болоња:
  - Првенство Италије (1): 2024/25.

### Репрезентативни
- Светско првенство до 19 година:  2015.

### Појединачни
- Најбољи млади играч Јадранске лиге (1): 2015/16.